# Laï
Laï (en àrab لادي, Lādī) és una ciutat del Txad. Es troba en el riu Logone i és la capital de la regió de Tandjilé. La ciutat es comunica amb l'exterior per l'aeroport de Laï.

## Història
Aquesta ciutat és coneguda per la batalla de Laï durant la Primera Guerra Mundial. L'agost de 1914 la ciutat va ser ocupada per l'exèrcit alemany fins que va ser alliberada pels francesos al setembre.